# Semiothisa psammodes
Semiothisa psammodes là một loài bướm đêm trong họ Geometridae.